# فونز ۴یو
فونز ۴یو (انگلیسی: Phones 4u) شرکت مخابرات بریتانیایی است، که در سال ۱۹۸۷ توسط جان کاودول تأسیس شد.